# Тверское суворовское военное училище

Шеврон Тверского СВУ

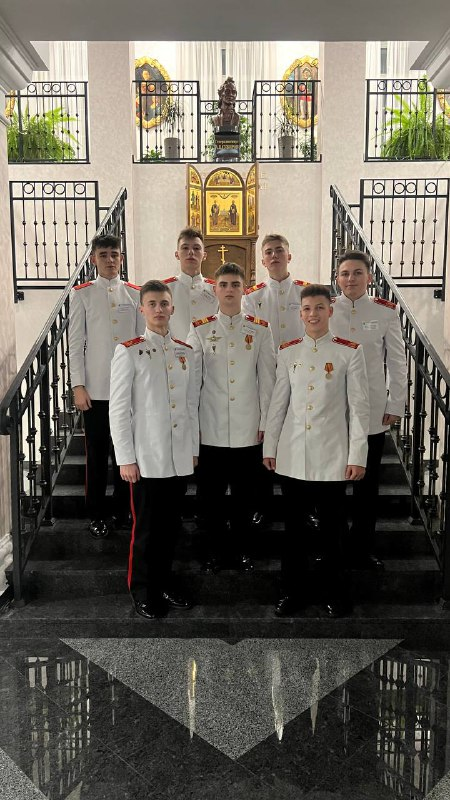
День самоуправления 6 рота (LXXVII)

Тверское Суворовское военное ордена Почёта училище (ТвСВУ) (бывшее Калининское — КлСВУ) — федеральное государственное казённое общеобразовательное учреждение, расположенное в Твери.
Училище дает основное общее и среднее общее образование и одновременно готовит своих воспитанников к поступлению в высшие военные учебные заведения Минобороны России. Подчинено Главнокомандующему ВКС России.

## История
До существования училища, на его месте, в старом здании, построенном в 1878—1881 годах архитектором В. Н. Козловым, находилась Тверская духовная семинария — одно из первых учебных заведений Твери. Она готовила духовенство, однако из её стен вышло много прогрессивно настроенных передовых людей своего времени. Среди них Александр Петрович Куницын — крупный русский юрист, оказавший как преподаватель Царскосельского лицея большое влияние на формирование воззрений А. С. Пушкина; Сергей Васильевич Модестов — редактор первой тверской большевистской газеты «Пролетарская мысль», а позднее редактор общесоюзной крестьянской газеты «Беднота». Во время Отечественной войны 1812 года свыше 80 учеников семинарии и духовных училищ вступили добровольцами в егерский батальон великой княгини Екатерины Павловны.
До 1917 года в семинарии преподавал выдающийся композитор, создатель и первый руководитель прославленного Краснознаменного ансамбля песни и пляски Советской Армии генерал-майор Александр Васильевич Александров.
Формирование Калининского Суворовского военного училища началось 22 сентября 1943 года в соответствии с постановлением ЦК ВКП (б) и СНК СССР от 21.08.1943 г. «О неотложных мерах по восстановлению хозяйства в районах, освобожденных от немецкой оккупации» и на основании директивы Генерального штаба Красной Армии ОРГ/7/3268 от 27.09.1943 г. Училище комплектовалось мальчиками в возрасте 8-13 лет из числа детей воинов Красной Армии и трудящихся, погибших в Великой Отечественной войне.
Кадры на комплектование училища прибыли из военно-пехотных училищ Красной Армии через УК НКО, а офицеры-воспитатели подобраны из числа бывших преподавателей гражданских учебных заведений.
Первые офицеры в училище начали прибывать во второй половине сентября 1943 года и приступили к организации внутренней жизни училища.
Воспитанники для укомплектования училища начали прибывать с 10 ноября 1943 года, и к началу занятий из различных областей прибыло 506 человек.
1 декабря 1943 года раздался первый звонок, возвестивший о начале занятий.
19 декабря 1943 года училищу вручено Боевое Красное Знамя и грамота Президиума Совета СССР. Этот день является годовым праздником училища.
Училище начало свою работу в здании бывшей духовной семинарии (построено в 1878 году), в котором в годы Советской власти находилась средняя школа, а в первые годы войны помещался военный госпиталь.
В 1945 году училище впервые приняло участие в Первомайском параде и Параде Победы на Красной площади, с тех пор участвовало во всех парадах до 1995 года включительно.
Первый выпуск суворовцев произведён в августе 1948 года.
25 мая 1956 года вышло Постановление ЦК КПСС и Совета Министров СССР «О новых правилах приёма в Суворовские военные и нахимовское военно-морское училища», в соответствии с которым, в училища принимались мальчики 11 летнего возраста, после окончания ими начальной школы (после 4 класса, обучались с 5 по 11 класс, всего 7 лет).
В 1956/57 учебном году училище перешло на новый учебный план. В этом плане на изучение иностранного языка за весь период обучения было отведено 2040 часов, что обеспечивало выпускникам свободное владение иностранным языком. Перед училищем была поставлена задача подготовки военных переводчиков.
В 1963 году в соответствии с постановлением Совета Министров СССР училище перешло на новый порядок комплектования. В училище стали принимать подростков в возрасте 15-16 лет после сдачи конкурсных экзаменов за курс 8-летней школы, которые обучались в училище 3 года.
С 1969 года училище перешло на двухлетний срок обучения.
В 1990 году в связи с возвращением г. Калинину его исторического названия г. Тверь, училище приказом Министра обороны СССР от 2.10.90 года переименовано в Тверское Суворовское военное училище.
С 1992 года училище вновь поэтапно переходит на трёхлетний срок обучения.
За лучшие результаты в учебно-воспитательной работе училище награждалось почётным переходящим призом Министерства обороны в 1967/68, 1968/69, 1980/81, 1981/82, 1985/86, 1998/99, 1999/2000, 2000/2001, 2001/2002, 2002/2003, 2003/2004, 2005/06 , 2009/2010 учебных годах.
В 1999 году училище посетил Министр обороны РФ Маршал Российской Федерации Игорь Сергеев.
В 2004 году училище посетил Министр обороны РФ Сергей Иванов.
В 2007 году в соответствии с приказом МО РФ от 22 октября 2007 года № 437 Тверское Суворовское военное училище переподчинено командующему РВСН.
С 2008 года начался переход на семилетнее обучение и уже в 2009 году были набраны подростки в 5, 6, 7 классы. В 2010 году училище закончило переход на семилетнее обучение.
В 2009 году училище посетил Министр обороны РФ Анатолий Сердюков.
В 2010 году училище переподчинено Департаменту образования Министерства обороны Российской Федерации.
В 2011 году в Москве впервые состоялся объединенный выпуск воспитанников Тверского Суворовского военного училища, Московского Суворовского военного училища, Московского военно-музыкального училища и Пансиона воспитанниц МО РФ.
В 2013 году училище посетил Министр обороны РФ генерал армии С. К. Шойгу.
С 1 марта 2013 года Тверское СВУ подчинено командующему Войсками воздушно-космической обороны, с 1 августа 2015 года Тверское СВУ переподчинено Главнокомандующему Воздушно-космическими силами.
В 2020 году училище переехало в новый корпус, построенный на улице Игоря Баталова вблизи военного аэродрома «Мигалово».

## Деятельность
За годы своего существования Тверское СВУ произвело 70 выпусков. За это время из училища выпущено более 16 000  воспитанников. Более 4000 выпускников награждены золотыми медалями.
70 выпускников училища стали генералами, в частности: генерал-полковник Громов Б. В., генерал-полковник Миронов В. И. (1962 г. вып.), генерал-лейтенант Смирнов П. П. (1950 г. вып.), генерал-лейтенант Студеникин Г. Н. (1950 г. вып.), генерал-лейтенант Чернопятов Н. Т. (1951 г. вып.), генерал-майор Орджоникидзе Г. Н. (1950 г. вып.)
Более 100 выпускников имеют звание кандидата и доктора наук.
В училище обучались родственники знаменитых героев войны и государственных деятелей, например, два внука В. И. Чапаева, внуки Маршала Советского Союза С. М. Будённого, И. В. Сталина (сын Василия Джугашвили), сыновья Героев Советского Союза лётчиков Водопьянова и Гастелло, племянник Серго Орджоникидзе, внук Н. С. Хрущёва и другие.
Выпускникам училища генерал-полковнику Громову Б. В. и старшему лейтенанту Задорожному В. В. (посмертно) было присвоено звание Героя Советского Союза, а офицерам Михайлову А. В. (посмертно), Шевелеву А. В., Бучневу Ю. Ф., Недобежкину В. В., Прибыткову А. Н.,  Елистратову Д. В. – Героя РФ. Громову Г. Н. присвоено звание Героя Социалистического Труда.

### Начальники училища
- генерал-майор Визжилин Виктор Алексеевич (1943—1944)
- генерал-майор Ерёмин Пётр Антонович (1944—1946)
- генерал-лейтенант Баринов Иосиф Фёдорович (1946—1949)
- генерал-майор Нерченко Алексей Иванович (1949—1954)
- генерал-майор Долгов Иван Алексеевич (1954—1956)
- генерал-майор Загребин Дмитрий Иванович (1956—1959)
- генерал-майор Костров Борис Александрович (1959—1970)
- генерал-майор Чирков Коммунар Михайлович (1970—1987)
- генерал-майор Конопля Дмитрий Макарович (1987—1991)
- генерал-майор Фёдоров Юрий Иванович (1991—2008)
- генерал-майор Зубков Александр Юрьевич (2008—2013)
- полковник запаса Чеховский Владимир Григорьевич (2013—2017)
- полковник запаса Ляхов Владимир Павлович (2017—2021)
- подполковник запаса Панов Андрей Евгеньевич, и. о. (с 2021)
- генерал-лейтенант Ляпоров Владимир Николаевич (с мая 2021)

### Выпускники училища
- два внука В. И. Чапаева,
- внук Маршала Советского Союза С. М. Будённого,
- внук И. В. Сталина (сын Якова Джугашвили) — Евгений Джугашвили,
- внук И. В. Сталина (сын Василия Сталина) — Александр Бурдонский,
- сын Героя Советского Союза летчика М. Водопьянова,
- сын Героя Советского Союза летчика Н. Гастелло — Виктор Гастелло,
- племянник Серго Орджоникидзе — Гиви Орджоникидзе,
- внук Никиты Хрущёва — Юрий Хрущёв,
- сын Ю. В. Андропова,
- Юрий Борисов — заместитель председателя  правительства РФ,
- Никита Дроздов — российский футболист,
- Борис Громов — генерал-полковник, заместитель Министра обороны РФ, губернатор Московской области,
- Валерий Миронов — генерал-полковник, заместитель Министра обороны РФ,
- Вячеслав Муругов — продюсер телесериала «Кадетство»,
- Владимир Недобежкин — полковник, Герой Российской Федерации,
- Игорь Прокопенко — заместитель генерального директора телекомпании «РЕН ТВ», автор и ведущий известной телевизионной передачи «Военная тайна»,
- Владимир Резун (Виктор Суворов) — майор, сотрудник ГРУ, заочно осуждённый за предательство, автор книг по истории Второй мировой войны и деятельности спецслужб СССР.

Среди первых суворовцев были партизаны-разведчики, сыны полков, участники Великой Отечественной войны. Одиннадцать воспитанников были награждены медалями «За отвагу» и «За боевые заслуги».
См. также категорию: Выпускники Тверского суворовского военного училища

## Интересные факты
- В 1944 году личный состав училища собрал 24800 рублей на строительство боевого самолета «Юный суворовец». Училище получило благодарственную правительственную телеграмму от Верховного Главнокомандующего И. В. Сталина.
- В 1944—1946 годах училище посетили иностранные делегации США, Великобритании, Франции, Мексики с целью ознакомления с жизнью, бытом и методами воспитания.
- С 1969 года училище перешло на двухлетний срок обучения, а с 1992 года вновь поэтапно перешло на трехлетний срок обучения.
- В 1967, 1968, 1969, 1981, 1982, 1986, 1999, 2000, 2001 годах училище награждалось переходящим призом Министра обороны — бюстом А. В. Суворова за лучшие показатели в учебно-воспитательной работе. Бюст А.В. Суворова находился в училище до 2010 года.
- У фасада здания Тверского Суворовского военного училища установлены две пушки ЗИС-3.
- В 2006—2007 годах в Тверском Суворовском военном училище прошли съемки телесериала «Кадетство».
- В 2008 году училище начало переход на семилетний срок обучения.
- В 2010 году закончен переход на семилетний срок обучения. В училище принимаются дети, окончившие 4 класса общеобразовательной школы.